# Ґельґів
Ґе́льґів — лісорубське знаряддя, подібне до кирки, що закінчується подобою загнутого всередину пташиного дзьоба. Використовується для перетягування колод.
Складається з дерев'яного топорища (до 1,5 м), обуха, пазух (стінок отвору під топорище) та фавди — чотиригранного дзьоба (50-60 см), який закінчується «дзюбком» (вістрям).
Під час удару ґельґовом дзюбок впивається в кінець колоди, що дозволяє, тримаючись за топорище, перетягати її.
Аналогічний інструмент, але з плоским дзьобом, називався сапіна.